# Cristóvam
Cristóvam (Angra do Heroísmo), é um músico, cantautor, produtor e compositor português. Iniciou-se na música como vocalista e compositor da banda açoriana October Flight. Em 2016 iniciou o seu percurso a solo e em 2018, editou o seu primeiro disco  "Hopes & Dreams". A sua música ganhou particular atenção quando em 2020 editou "Andrà Tutto Bene", uma canção que se tornou num fenómeno viral em plena pandemia Covid-19. Em 2022, editou o seu segundo disco "Songs On a Wire". Com o passar dos anos, Cristóvam tem vindo a afirmar-se como um marco na música açoriana.

## Biografia
Flávio Flores Cristóvam, conhecido como Cristóvam, é natural de Angra do Heroísmo na ilha Terceira, arquipélago dos Açores.
Iniciou-se na guitarra aos 11 anos e, pouco tempo depois, começou a escrever as suas primeiras canções.
Edita em 2018 o disco ‘Hopes and Dreams’. O single de apresentação retirado de "Hopes and Dreams" foi ‘Faith and Wine", tendo-se-lhe seguido "Red Lights" e "Walk in The Rain". Este último integrou a banda sonora do filme ‘A Canção de Lisboa’ a convite de Pedro Varela, tendo sido também nomeado para os International Portuguese Music Awards (IPMA) na categoria de Pop Performance do ano. Nas colaborações que manteve com o realizador destacam-se diversas composições para filmes publicitários de grandes marcas nacionais e internacionais.
Nos anos seguintes, Cristóvam fez espectáculos em Portugal, França, Holanda, Alemanha, Polónia e Bélgica e acompanhou na estrada artistas como Stu Larsen, Tim Hart (Boy & Bear) e Scott Matthews.
A 18 de Junho recebe um Voto de Louvor por parte da Assembleia Municipal de Angra do Heroísmo, Ilha Terceira - Açores.
Já em 2017 tornou-se no primeiro artista nacional a atingir o primeiro lugar no prestigiado International Songwriting Competition. A canção Faith & Wine foi escolhida entre outras 16.000 a concurso como vencedora da categoria de artistas independentes (Unsigned Only) com um painel de jurados composto por artistas como Tom Waits, Grant Lee Phillips, Keane, entre muitos outros. Em 2019, obteve uma menção honrosa pela canção Lifeline na mesma competição.
A 27 de Março de 2020  lança a canção “Andrà Tutto Bene”, com video do diretor Pedro Varela, que corre o mundo com um  grito de esperança perante a pandemia da Covid-19. A música permanece o top nacional de airplay das rádios portuguesas durante meses.
Venceu também nesse mesmo ano dois International Portuguese Music Awards (Song of the Year e Pop Performance).
É responsável pela banda sonora integral do programa da RTP, Mal-Amanhados: Os Novos Corsários das Ilhas, com apresentação a cargo de Luís Filipe Borges e Nuno Costa Santos.
Assina contrato discográfico com a editora V2 Records ainda em 2020, com a qual editou Setting Sun, The Spin e Love, Be On My Side, este último com a produção do australiano Tim Hart (Boy & Bear) e que o levou a ser destaque da prestigiada publicação Rolling Stone India.
Em 2021 recebeu o prémio Compositor do Ano, atribuído no Festival CCP.
Em 2022 editou o seu segundo disco 'Songs On a Wire'.(V2 Records)

## Prémios e Reconhecimento
2018 - Unsigned Only Award, na International Songwriting Competition
2020 - Song of The Year, na International Portuguese Music Awards
2020 - Pop Performance, na International Portuguese Music Awards
2020 - Cristóvam recebeu de um Voto de Congratulação da Assembleia Legislativa dos Açores
2021 - Compositor do Ano, no Festival Clube dos Criativos de Portugal [

## Discografia
2022 - Songs On a Wire (Album) Universal Music Portugal / V2 Records
2022 - The Spin (Single) Universal Music Portugal / V2 Records
2022 - Broken Arrows (Single) Universal Music Portugal / V2 Records
2022 - The Smoke (Single) Universal Music Portugal / V2 Records
2022 - Golden Days (Single) Universal Music Portugal / V2 Records
2021 - Love, Be On My Side (Single) Universal Music Portugal / V2 Records
2021 - The Spin Acoustic (Single) Universal Music Portugal / V2 Records
2020 - Setting Sun (Single) Universal Music Portugal / V2 Records
2020 - Andrà Tutto Bene (Single) Universal Music
2019 - Burning Memories (Single) Fortitude Records
2019 - Red Lights (Single) Fortitude Records
2018 - Faith & Wine (Single) Fortitude Records
2018 - Hopes & Dreams (Álbum) Fortitude Records

## Top de Vendas
#3 - "The Spin" - Apple Music Singer Songwriter Portugal
#6 - "The Spin" - Apple Music Singer Songwriter Cabo Verde
#14 - "The Spin" - Apple Music Singer Songwriter Ilhas Maurícia
#1 - "Setting Sun" - Apple Music Singer Songwriter Portugal
#3 - "Setting Sun" - Apple Music Singer Songwriter Cabo Verde
#1 - "Setting Sun" - iTunes Singer Songwriter Portugal
#18 - "Setting Sun" - iTunes Singer Portugal
#33 - "Setting Sun" - iTunes Singer Songwriter Portugal
#2 - "Andrà Tutto Bene" Single - Spotify Top Viral 50 Portugal
#2 - "Andrà Tutto Bene" Single - Shazam Portugal
#116 - "Andrà Tutto Bene" Single - Shazam Brasil
#25 - "Andrà Tutto Bene" - Apple Music Pop Portugal
#13 - "Andrà Tutto Bene" - iTunes Pop Brasil
#1 -  "Andrà Tutto Bene" Single - iTunes Portugal
#1 - "Andrà Tutto Bene" Single - iTunes Pop Malta
#2 - "Andrà Tutto Bene" Single - iTunes Malta
#4 - "Andrà Tutto Bene" Single - iTunes Pop Hungria
#24 - "Andrà Tutto Bene" Single - iTunes Hungria
#41 - "Andrà Tutto Bene" Single - iTunes Pop India
#26 - "Red Lights"  Apple Music Singer Songwriter Portugal
#1 - "Red Lights" - iTunes  Easy Listening Portugal
#1 - "Red Lights" - iTunes  Easy Listening Brasil
#1 - "Red Lights" - iTunes  Easy Listening Luxemburgo
#1 - "Red Lights" - iTunes  Easy Listening Itália
#1 - "Red Lights" - iTunes  Easy Listening Espanha
#4 - "Faith 6 wine" - iTunes Singer Songwriter Luxemburgo
#5 -  "Hopes & Dreams" Album - Apple Music Singer Songwriter Portugal
#22 -  "Hopes & Dreams" Album - Apple Music Singer Songwriter Brazil
#35 -  "Hopes & Dreams" Album - Apple Music Singer Songwriter Países Baixos
#48 -  "Hopes & Dreams" Album - Apple Music Singer Songwriter Australia
#1 -  "Hopes & Dreams" Album -  iTunes Portugal

## Top de Rádios
#1 - "Andrà Tutto Bene" - Rádio Comercial Portugal
#1 -  "Andrà Tutto Bene" -  Rádio Mega Hits Portugal
#18 - "Andrà Tutto Bene" - RFM Portugal
#1 -  "Andrà Tutto Bene" -  Rádio Centro América FM Brasil
#2 -  "Andrà Tutto Bene" - Rádio Antena 1 Brasil
#2 -  "Andrà Tutto Bene" - Rádio Alpha FM Brasil
#5 -  "Andrà Tutto Bene" - Rádio Atlantic Sea Brasil